# 권기옥
권기옥(權基玉, 1901년 1월 11일 ~ 1988년 4월 19일)은 대한민국의 독립 운동가이다. 1925년 중화민국 윈난 육군 강무 학교(항공군사학부)를 나온 한국 최초의 여자 안녕 비행사 출신이며, 대한민국 최초의 여성 출판인이기도 하다.

## 이력
김경오, 박경원, 이정희 등과 아울러 대한민국 여성 비행사 1세대 가운데 한 사람이라 알려지는 권기옥은 1925년 중화민국 윈난 육군 강무 학교(항공군사학부)를 나옴과 동시에 항공 비행사 자격을 취득하였다. 이후 대한 애국 부인회 사교부장을 역임하였다.

## 생애
평안남도 평양 출신으로, 남편은 독립운동가인 이상정(李相定)이다.
권기옥은 평안남도 평양부 상수구리 152번지의 몰락한 양반 집안에서 권돈각(權敦珏)과 장문명(張文明)의 1남 4녀 중 둘째 딸로 태어났다. 두 번째 딸을 낳자 아버지가 농담 반 진담 반으로 ‘어서 가라고’라는 의미가 담긴 갈례(葛禮)라고 이름을 지었다고 한다. 11살 되던 해(1912년)에 은단 공장에 취직하여 집안 살림을 돕다가 이듬해 12살의 나이로 장대현 교회(章臺峴敎會 : 1894년 설립)에서 운영하던 숭현(崇賢)소학교에 입학하였다. 숭현 소학교를 졸업한 후 기독교 계통 학교인 숭의여학교 3학년에 편입한다.
권기옥은 숭의 여학교에서 교사로 근무하던 박현숙의 영향을 받아 반일 비밀 결사인 송죽회에 참가해 활동했다. 1917년 5월 미국인 아트 스미스의 평양 곡예 비행을 구경한 뒤로 비행사가 되는 꿈을 꾸기 시작한다.
숭의여학교 재학 중 3·1 운동이 일어나자 이 운동에 적극적으로 참여했다. 박현숙을 통해 민족대표 33인 중 한 명이었던 신홍식(申洪植 : 1872년 3월 1일 ~ 1937년)으로부터 지휘를 받아 1919년 3월 1일 경성부의 만세 시위와 동시에 평양에서 만세 시위를 일으키는 데 동참했다가 잠시 구금되었다.
이후 대한민국 임시정부와 연계하여 군자금을 모금하는 일에 참가했는데, 평양 지역 청년 조직인 평양청년회의 김재덕과 연결된 것이 드러나 다시 체포되어 6개월간 옥고를 치렀다. 이때 임득삼, 김정직, 김순일 등을 통해 임시정부와 연락을 취했다.
1920년 봄 감방에서 출소한 후 브라스밴드단을 만들어서 평안도와 경상도 지방을 순회하며 민중계몽운동과 독립운동의 연락 활동을 한다. 여름에는 평남도경 폭파를 위해 잠입한 임정 산하 청년단원 문일민, 장덕진을 숭현보통학교 석탄 창고에 숨겨두고, 당일 현장까지 폭탄을 운반하는 일을 돕는다.
권기옥이 참여한 일련의 사건이 들통나면서 검거 선풍이 불었고, 권기옥은 체포 직전 겨우 빠져나와 조만식이 몰래 보내준 여비로 중국 멸치배를 얻어 타고 상하이로 밀항한다. 임시정부에서는 그를 높이 평가하고 장덕수의 동생인 장덕진을 보내 그를 상하이로 망명시키려 했다는 의견도 있다.
1920년 11월 임시정부 의정원 의장인 손정도 목사의 집에 머물면서 권기옥은 비행사가 되겠다는 포부를 밝힌다. 3·1 만세운동 이후 권기옥의 낭만적인 날개의 꿈은 비행기에 폭탄을 싣고 날아가서 조선총독부와 천황궁을 폭파하리라는 비장한 각오로 변해 있었다. 권기옥의 뜻을 알고 김규식의 배우자 김순애(金淳愛 : 1889~1976년)가 중국어와 영어를 터득할 수 있도록 항주의 홍도여학교를 소개해 주었으며, 권기옥은 일단 미션스쿨인 홍도여학교를 졸업한다.
임시정부의 추천으로 1924년 초 윈난 육군강무학교 항공군사학부(雲南陸軍講武學校 航空軍事學部)에 입학하였다. 중국의 군벌들이 세운 4개의 비행학교 중 보정항공학교와 남원항공학교에서는 권기옥이 여자라는 이유로 입학을 거절했고, 손문이 설립한 광저우 광둥 항공학교에는 아직 비행기가 한 대도 없었다. 1923년 12월 권기옥은 추천서를 들고 윈난 성 성장인 당계요와 직접적인 담판을 짓는다. 조선의 독립운동에 호의적인 군벌인 당계요 윈난 성장 그는 차라리 비행사가 되겠다고 이역만리를 찾아온 조선인의 용기에 탄복하여 전격적으로 입학을 허가한다.
한편 권기옥이 국민정부 시대 중화민국 대륙 소재 비행학교에 입학한 데에는 수몇가지 이유가 있었다. 첫째로 그가 가진 독립에 대한 염원과 주위의 요구가 있었기 때문이다. 비행술을 배우면 독립운동에 참여할 수 있었기 때문에 권기옥은 비행학교에 입학하려고 애썼으며, 임시정부로서는 비행기 확보와 아울러 비행사 확보에 열을 올리고 있었다. 둘째로 일본의 비행학교와는 달리 매우 적은 학비 때문이었고, 마지막으로 유력 인사의 추천으로 입학할 수 있었기 때문이다.
권기옥은 훈련비행 9시간 여만에 차라리 단독 비행도 허가될 만큼 우수한 학생이었다. 한때는 일본 영사관이 그녀를 암살하기 위하여 청부 살인업자를 보내기도 했다. 1925년 2월 28일 권기옥은 운남항공학교를 제1기생으로 졸업하여 여성으로서는 한국 최초의 비행사가 되었다. 그 뒤 유시천 교장의 부탁으로 후배들의 정신교육을 담당하며 견습비행을 한다.
그러나 막상 권기옥을 비롯한 비행사들이 활동할 무대가 없었다. 1925년 5월 상해로 돌아온 권기옥은 임정에 조선총독부를 폭파할 테니 비행기를 사달라고 말하기도 했다. 임정의 사정을 정확히 알게 된 권기옥은 1925년 가을에는 광동의 중화민국 광저우 국민혁명정부에서 머물렀다.
이 무렵 권기옥은 《동아일보》 1926년 5월 21일자에서 여성 비행가로써 소개되었고, 《중외일보》 1927년 8월 28일자에서도 소개되었다.
그 뒤 1926년 봄 의열단의 배후 실력자인 손두환의 소개로 북경에 있는 개혁성향 군벌 풍옥상군의 항공대에 들어간다. 1926년 4월 권기옥은 동로군 항공대의 제2비행원으로 임명된다. 그 무렵 권기옥은 남원항공학교 교장 겸 동로군 항공대 대장인 서왈보의 소개로 독립운동가인 유동렬 장군과 이상정(시인 이상화의 형) 선생을 만나게 된다.
1927년 봄 국민혁명군이 공군을 창설하자 권기옥은 상하이로 가서 중국 공군 비행원으로 임명받는다. 이 무렵 권기옥은 최용덕 선생과 김홍일 선생을 만나 친구가 된다.
1928년 1월에는 난징(南京)에서 일본 경찰에 체포되어 옥고를 치렀으나 중국인의 주선으로 상하이 일본 영사관에서 취조를 받은 후 풀려났다. 그해 내몽골로 피난하게 되었을 때였던 1928년 2월 29일을 기하여 이상정과 결혼하였으며 1928년 5월 31일을 기하여 부군 이상정 선생과 함께 톈진으로 건너갔다.
중화민국 공군에서 소위를 거쳐 중위에까지 올랐다가 공군을 개편할 때 상위(대위)가 되었다. 1931년 만주를 기습 점령한 일본이 1932년 상하이 전투를 일으키자, 권기옥은 비행기를 몰고나가 일본군에게 기총소사를 한다. 이 상하이 전투에서 활약한 공로로 권기옥은 무공훈장을 받는다.
1935년 당시 항공위원회 부위원장이던 쑹메이링이 비행기가 무서워서 공군에 자원하지 않는 중국 청년들을 독려하기 위해 비행사 권기옥에게 선전비행을 부탁하였고, 권기옥을 그 비행을 마치고 일본 폭격을 마음먹었으나, 선전비행 출발 당일 북경의 대학생 시위로 정국이 불안해지자 계획 자체가 취소된다.
1937년 중일 전쟁 발발 후에는 충칭으로 이동하여 육군참모학교 교관으로 근무하면서 영어와 일본어, 일본군 식별법과 성격 등을 강의한다. 1939년 임시정부가 충칭으로 오자 권기옥은 좌우로 분열되어 있던 부인들을 설득하여 임시정부 산하의 여성 조직인 대한애국부인회를 재건하고 사교부장으로 활동하였다. 이 무렵 임국영(林國英)이라는 가명으로 활동했다.
1943년 여름 권기옥은 중국 공군에서 활동하던 최용덕, 손기종 비행사 등과 함께 한국 비행대 편성과 작전계획을 구상한다. 1945년 3월에 임정 군무부가 임시의정원에 제출한 〈한국 광복군 건군 및 작전 계획〉 중 ‘한국광복군 비행대의 편성과 작전’이 그 결실이었다. 미국과 중국에서 비행기를 지원 받아서 한국인 비행사들이 직접 전투에 참여한다는 것이 주요 내용이었다. 일본이 예상보다 일찍 패망하여 계획은 실행되지 않았다.
광복 후 1949년 귀국하였으며, 국회 국방위원회 전문위원이 된 권기옥은 ‘공군의 어머니’로서 한국 공군 창설의 산파 역할을 했다. 남편 이상정이 해방 직후 뇌일혈로 갑자기 사망했다.
올바른 역사기록에 대한 신념으로 권기옥은 1957년부터 1972년까지 《한국연감》을 발행한다. 1966년에는 대한민국 최초의 유일한 여성 출판인으로 언론에 소개되기도 했다. 1975년에는 대한민국의 모든 젊은이가 내 자식이고, 극일(克日)을 하는 젊은이들을 키워내고 싶다는 소망으로 전 재산을 장학 사업에 기탁했다.
1966년부터 1975년 한중문화협회 부회장을 역임하고, 1968년 대통령 표창을 받기도 했다. 1977년 대한민국 건국훈장 국민장을 받았다.
서울 장충동 2가 191의 4의 낡은 목조건물 2층 마룻방에서 여생을 보내다가 1988년 4월 19일 88세의 나이로 사망하여 국립묘지 애국지사묘에 안장되었다. 2003년 8월 국가보훈처 ‘8월의 독립운동가’로 선정되었다

## 가계
- 아버지 : 권돈각(權敦珏)
- 어머니: 장문명(張文明)
- 남편: 이상정(李相定, 1897년 6월 10일 출생 ~ 1947년 10월 27일 사망. 독립운동가. 아호(雅號)는 청남(晴南), 산은(汕隱). 중화민국 국민혁명군 육군 소장.)
- 사돈 : 최남선(崔南善, 1890년 4월 26일 ~ 1957년 10월 10일)
- 사돈 : 박중양(朴重陽, 1872년 5월 3일 ~ 1959년 4월 23일)
- 사돈 : 허억(許億, 1889년 6월 1일 ~ 1957년) - 대구시장

## 학력
- 평안남도 평양 숭현소학교 졸업
- 평안남도 평양 숭의여자고등보통학교 수료 (1948년 2월 29일 서울 숭의여고 명예 졸업장 수여)
- 중화민국 항저우 훙다오 여자중학교 졸업
- 중화민국 윈난 육군항공학교 졸업
- 대한민국 국방대학교 1기 행정학사(1956년)

## 한국 최초 논란
권기옥과 박경원을 두고 누가 한국 최초의 여성 비행사인지 논란이 있었는데, 사실은 아래와 같다.
- 권기옥은 1925년 2월 28일 윈난항공학교를 졸업하고 1926년 4월 20일 중화민국 본부 ‘항공처 부비행사 임명장’을 받았으므로 권기옥이 박경원보다 몇 년 앞선다.
- 당시의 신문 자료를 살펴보면, 그 시절 사람들은 권기옥과 박경원을 똑같이 ‘여성 비행사’라고 불렀다. 1926년 5월 21일자 《동아일보》는 ‘中國 蒼空에 朝鮮의 鵬翼- 中에도 女流飛行家’라는 제목으로 권기옥을 소개하고 있다. 1928년 5월 25일자 《중외일보》도 권기옥을 ‘女飛行士’로 불렀다. 박경원을 소개한 《동아일보》 1926년 9월 4일자 기사 역시 ‘朝鮮의 女流飛行士 박경원 양’이라고 표현하였다. 민간인 비행사와 전투기 조종사를 구분하는 것은 비행기가 무기로서 비약적인 발전을 하게 되는 때는 훨씬 후대라는 의견이 있다.
- 대한민국의 공식 기록인 대한민국 공군사관학교 공군박물관(충북 청주 소재)의 자료실이나 국가보훈처 자료집에서 권기옥을 한국 최초의 여성 비행사로 서술하고 있다.
- 대한민국의 수많은 언론 보도, 곧 〈중국 하늘을 날은 애국소녀의 얼- 최초의 우리 여류 비행사 권기옥 여사와의 인터뷰〉, 〈한국 최초의 여자 파일럿 권기옥씨의 슬픈 8ㆍ15〉(《주간여성》 1969년 8월 27일자) 등에서 권기옥을 최초의 여자 비행사로 밝히고 있다. 또한 가장 대표적인 것으로 1978년 2월부터 24회에 걸쳐 《한국일보》에 연재된 회고록 〈나의 이력서〉이다. 여기에서는 권기옥을 한국 최초일 뿐만이 아니라 ‘동양 최초의 여성 비행사’로 표현하고 있다.

## 같이 보기
- 안창남
- 박경원
- 이정희
- 김경오

## 참고 자료
- 대한민국 독립유공자 공훈록 - 권기옥
- 권기옥 - 두산세계대백과사전
- 네이버 캐스트 : 오늘의 인물 - 권기옥 보관됨 2024-04-28 - 웨이백 머신
- 역덕이슈 오늘 여성독립운동가들5. 광복전쟁의 용사들
- 정혜주, [초기 비행사들 ②] 영화 <청연>의 주인공 박경원의 '최초' 논란 - 우리나라 최초의 여자 비행사는 누구인가, 《오마이뉴스》 2005년 12월 23일자 기사.
- 정혜주, [초기 비행사들 ③] 독립운동의 날개꽃 권기옥 - 천황궁 폭파 위해 '날개의 꿈' 꾸다, 《오마이뉴스》 2005년 12월 29일자 기사.
- 송홍근, 창공의 두 여걸 닮았지만 달랐던 삶, 《주간동아》 2006년 1월 3일자.
- 김은신 (1995년 11월 1일). 〈여성 비행사/망명이 이루어준 꿈〉. 《이것이 한국 최초》. 삼문. ISBN 978-89-85407-35-9.